# Alkajská strofa
Alkajská strofa je čtyřverší složené ze dvou jedenáctislabičných veršů, jednoho devítislabičného a jednoho desetislabičného. Alkajskou strofu užívali například Sapfó a Horatius. Název sloky je podle antického řeckého básníka Alkaia. Příklad pochází z tvorby Horatiovy:
Vides ut alta stet nive candidum
Soracte, nec iam sustineant onus
Silvae laborantes, geluque
Flumina constiterint acuto.